# تراروا
 تراروا بفتح التاء وضم الراء والواو، قرية زراعية عامرة ملاصقة لبادية كوخرد الجنوبية، تابعة لناحية كوخرد ( بالفارسية: بخش كوخرد ) من توابع مدينة بستك في محافظة هرمزغان في جنوب إيران. منطقة زراعية شاسعة تقع أسفل هضبة كاد ممدي ومشهورة ببـرية (ترارو)، وهي مشهورة بالخصبة وغزارة المياه وكثرة أشجار السدر وأشجار السمر وأشجار السلم.

## حدود تراروا
من الشمال: نهر مهران، ومن الجنوب سلسلة جبال الجنوب المعروفة بــ«كوه زير»، ومن الغرب كاد ممدي، ومن الشرق تنتهي بــ گلالة.

## المزارع والبساتين
بها مزارع النخيل وأراضي شاسعة لزراعة البر والشعير، وكذلك بها عدد لاحصر له من البرك لحفظ مياه الأمطار، إذا سالت الأودية في الفصول الشتاء والربيع وأيام هطول الأمطار الموسمية، وبها وآبار عذبة، يَنبت في برية (تراروا) نبات الفقع بكثرة في فصل الشتاء بعد هطول المطر.
«تراروا» اشتهرت بكثرت المزروعات وأشجار النخيل، ومنها يحمل في الوقت الحاضر التمر ومشتقاته إلى كوخرد. ومنها: القسب(1)، والخشف(2)، والجرمة(3)، وغيرها من المنتوجات النخيل.
في القديم أصحاب المزارع والنخيل كانوا يسقون نخيلهم بالسجال(4).

## آثار
هناك آثار لبيت قديم معروف لدى الأهالي بــ(بيت الحاج مبارك)، قيل أن هنا مسقط رأس الحاج مبارك الملاك المواشي المشهور في تلك الفترة، وقد بنيت في السنوات الأخيرة منزل للمسافرين ووالبدو الرحل على نفقة الحاج: يوسف بن مبارك، بجوار أطلال البيت القديم والذي يعرف بــ(بيت مبارك). كذلك بها
بعض البيوت القديمة مبنية من الطين والمدر(5) والمسلح بالتبن.

## وصلات خارجية
- الادارية لمحافظة هرمزغان
- الادارية لمحافظة هرمزغان (بلده كوخرد)